# Thaddeus Betts
Thaddeus Betts (* 4. Februar 1789 in Norwalk, Connecticut; † 7. April 1840 in Washington D.C.) war ein US-amerikanischer Politiker der Whig Party.
Nachdem er seine Schulausbildung hinter sich gebracht hatte, machte Betts 1807 seinen Abschluss am Yale College. In der Folge studierte er die Rechte, wurde im Jahr 1810 in die Anwaltskammer aufgenommen und begann danach als Jurist in seiner Heimatstadt Norwalk zu arbeiten.
Schon 1815 betätigte sich Thaddeus Betts erstmals politisch, als er ein Jahr lang dem Repräsentantenhaus von Connecticut angehörte. Bis zu seiner Rückkehr in die Kammer dauerte es allerdings 15 Jahre: 1830 verbrachte er eine weitere Amtsperiode im House, ehe er im Jahr darauf Abgeordneter im Staatssenat wurde.
1832 erfolgte die Wahl zum Vizegouverneur des Staates Connecticut; nach einjähriger Pause wurde Betts 1834 erneut in dieses Amt gewählt. Schließlich gewann er 1838 die Wahl zum US-Senator und trat sein Amt am 4. März 1839 an. Doch bereits im folgenden Jahr starb Thaddeus Betts in Washington. Er wurde in seinem Heimatort Norwalk beigesetzt.